# Sticherus boliviensis
Sticherus boliviensis är en ormbunkeart som först beskrevs av William Ralph Maxon och C. V. Morton, och fick sitt nu gällande namn av J.Gonzales. Sticherus boliviensis ingår i släktet Sticherus och familjen Gleicheniaceae. Inga underarter finns listade.